# আ
Cette page contient des caractères spéciaux ou non latins. S’ils s’affichent mal (▯, ?, etc.), consultez la page d’aide Unicode.
আ, transcrit ā ou a, est une voyelle de l’alphasyllabaire assamais-bengali.

## Représentations informatiques
Ses caractères Unicode sont :
| formes       | représentations | chaînes de caractères | points de code | descriptions                  | note |
| ------------ | --------------- | --------------------- | -------------- | ----------------------------- | ---- |
| indépendante | আ               | আ                     | U+0986         | lettre bengali â              |      |
| dépendante   | া                | া                      | U+09BE         | diacritique voyelle bengali â |      |